# Замок Даргамстоун

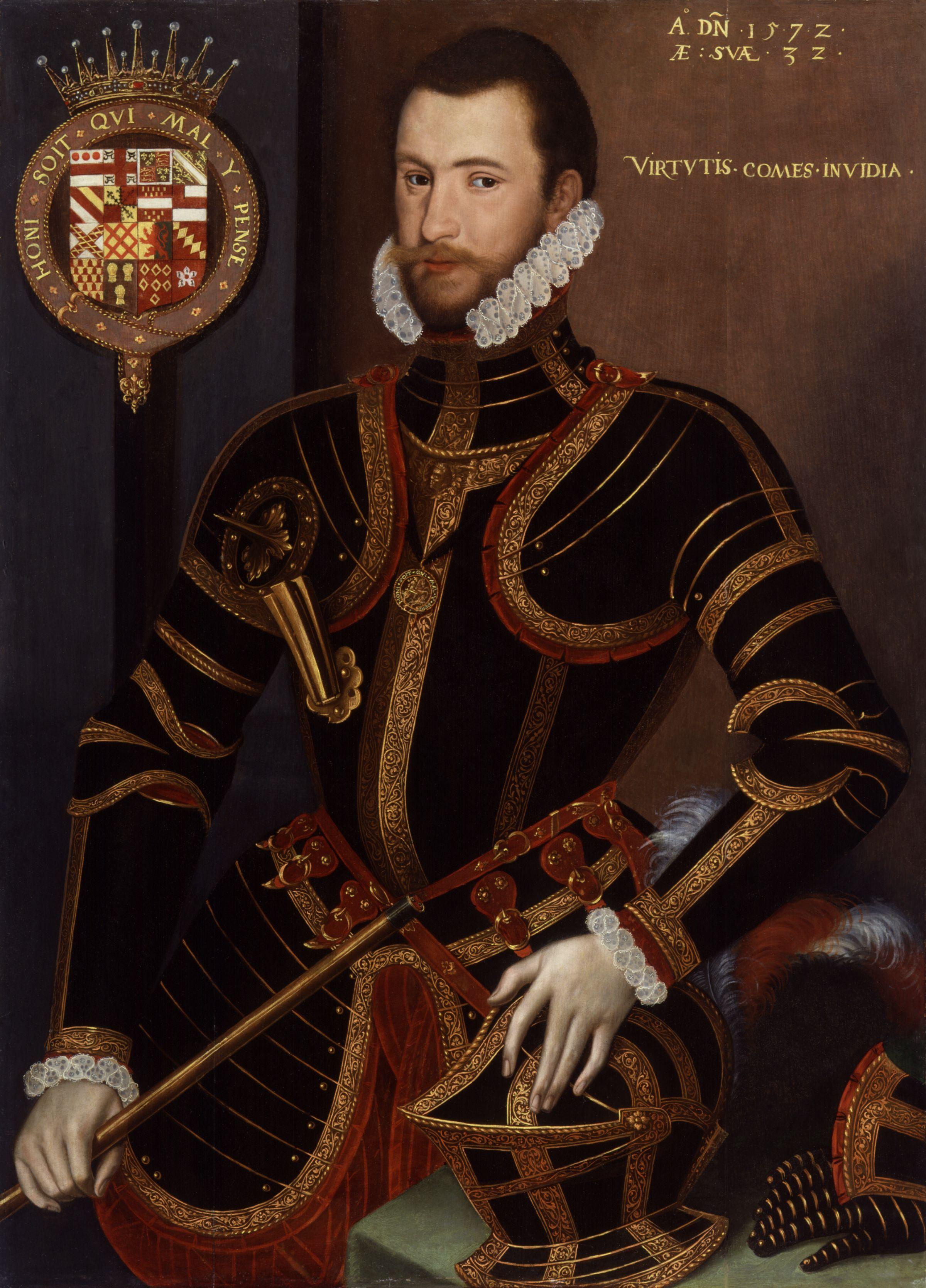
Волтер Деверо — володар замку Даргамстоун.

Замок Даргамстоун (англ. Durhamstown Castle) — один із замків Ірландії, розташований в графстві Міт, у приході Арбраккан, баронство Нижній Наван. Замок побудований в XIV столітті. Названий на честь лорда Дорема. Нині замок перероблений на готель і ресторан.

## Історія замку Даргамстоун
Точна дата побудови першого замку Даргамстоун невідома. Первісний замок неодноназово руйнувався і будувався знову. Нинішня будівля датується кінцем XIV — початком XV століття. Замок являє собою чотирьохповерхову будівлю, на першому поверсі є чотири кімнати зі склепіннями та пробитими вікнами. Квадратна вежа має загострені готичні двері, які ведуть до гвинтових сходів. У північній частині замку є три великих димарі. Вважається, що замок мав ще один поверх, але він був знищений пожежею. У ХІХ столітті добудували одноярусне крило на північ під основної частини замку.
У XVI столітті замок належав Волтеру Деверо — І графу Ессекс — лорд депутат Ірландії, що був поставлений правити Ірландією королевою Англії Єлизаветою І. У XVII столітті замком володів і жив в ньому сер Роджер Джонс — лорд Раналлах. Його син — сер Артур був канцлером казначейства Ірландії. Він був замішаний у скандальну історію — виявилось, що казна Ірландії платила коханкам Карла ІІ — короля Англії, Шотландії та Ірландії. У XVIII столітті в замку жили лорди Томпсон, у ХІХ столітті в замку жила родина Робертс.
Нині замок належить Дейву та Сью Прекеттам. Вони купили його в 1996 році. Вони перебудували замок на готель та ресторан. Замок є одним з найдавніших замків Ірландії в яких постійно жили люди.